# Корогод
Корогод (укр. Корогод) — покинутое село в Киевской области Украины. Расположено в Чернобыльской зоне отчуждения.

## География
Село расположено по координатам 51°16′18″ с. ш. 30°00′51″ в. д. (51.27174, 30.01416). Находится на расстоянии в 13 километрах от Чернобыля и в 16 километрах от железнодорожной станции Янов. Абсолютная высота — 123 метра над уровнем моря.

## История
До аварии на Чернобыльской АЭС, в селе проживало 1395 человек. Село являлось центром Корогодского сельсовета. В селе действовали центральный дом колхоза «Заветы Ильича», имевший 3,9 тыс гектара сельскохозяйственных угодий и 2,2 тыс гектара пахотной земли, восьмилетняя школа, клуб, библиотека, роддом.
В 1986 году, после аварии на Чернобыльской АЭС, жители села были переселены в село Новый Корогод Бородянского района из-за высокого уровня радиации. В 1999 году село официально снято с учёта.

## Уроженцы
- Иван Иванович Бушма (1933—2021) — советский и украинский новатор жилищного строительства. Заслуженный строитель Украинской ССР (1986), Почётный гражданин Киева (1989)[3].